# Iso Hanhivaara
Iso Hanhivaara är en kulle i Finland. Den ligger i Sodankylä i landskapet Lappland, i den norra delen av landet, 900 km norr om huvudstaden Helsingfors. Toppen på Iso Hanhivaara är 302 meter över havet.
Terrängen runt Iso Hanhivaara är huvudsakligen platt.Trakten runt Iso Hanhivaara är nära nog obefolkad, med mindre än två invånare per kvadratkilometer. Det finns inga samhällen i närheten. 